# Parasynatops konoi
Parasynatops konoi is een keversoort uit de familie bladrolkevers (Attelabidae). De wetenschappelijke naam van de soort werd in 1985 gepubliceerd door Sawada & Morimoto.